# Voyage pathologique
 (juillet 2012).
Si vous disposez d'ouvrages ou d'articles de référence ou si vous connaissez des sites web de qualité traitant du thème abordé ici, merci de compléter l'article en donnant les références utiles à sa vérifiabilité et en les liant à la section « Notes et références ».

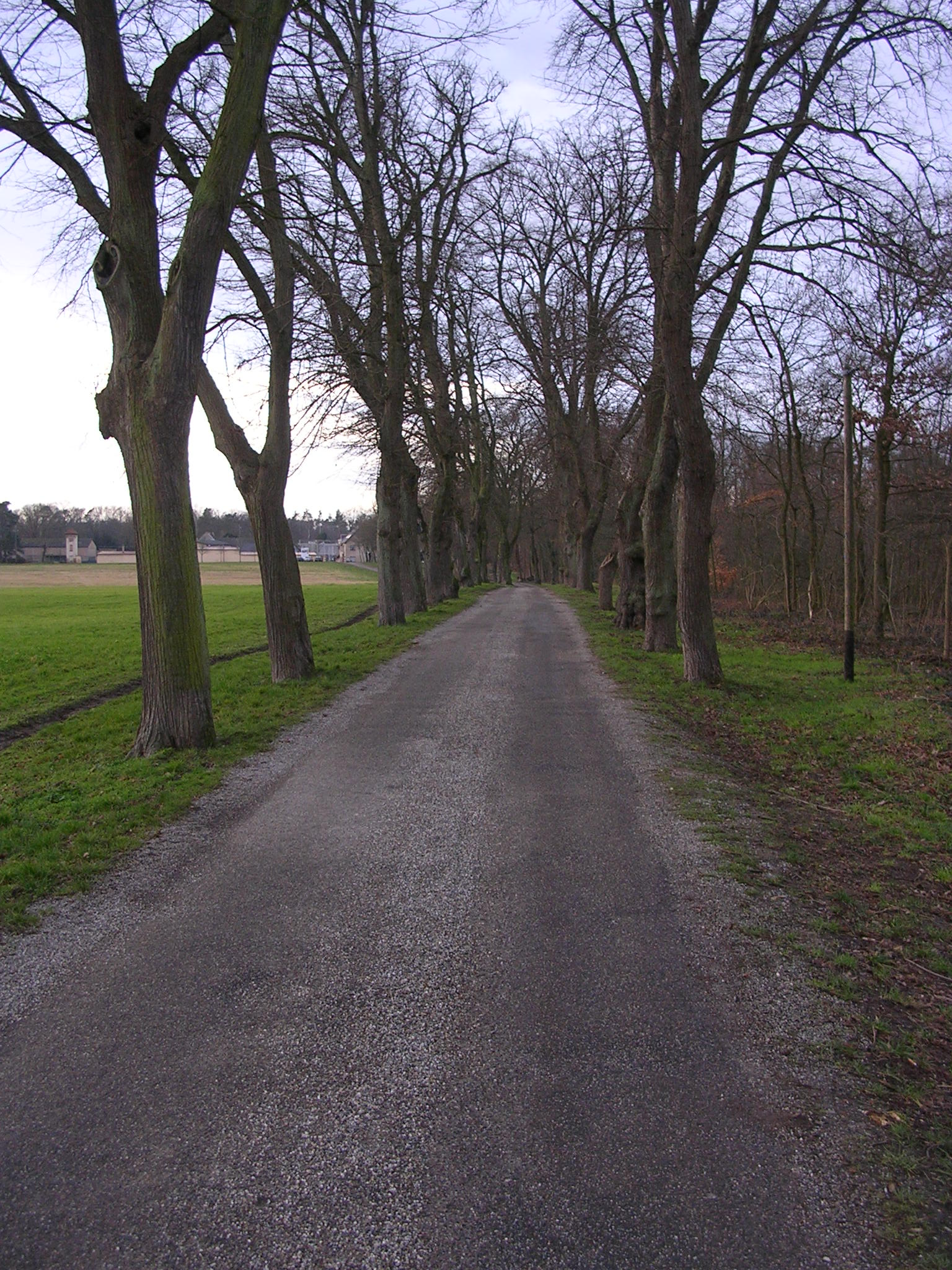
Chemin d'accès au Château Walk à Haguenau.

En psychiatrie, on appelle voyage pathologique un voyage qui a pour motivation des raisons psychopathologiques. 

## Définition
Le voyage pathologique est le plus souvent causé par une motivation délirante. Le patient exprime généralement cette idée : il a cherché à fuir un complot imaginaire, ou vient pour une obscure mission à accomplir, ou tout simplement parce qu'il en a reçu l'injonction par des « voix » hallucinatoires.
Il peut aussi être secondaire à un état confusionnel ou amnésique.

## Circonstances
Le voyage pathologique s'exprime surtout :
- chez les patients présentant un trouble délirant : schizophrénie, paranoïa, manie, mélancolie, bouffée délirante aiguë ;
- au cours d'états anxieux graves avec trouble dissociatif responsables par exemple de comportements automatiques ;
- plus rarement au décours de certaines crises d'épilepsie ;
- lors d'atteintes cérébrales toxiques, traumatiques, ou par lésions organiques.

## Diagnostic différentiel
- C'est donc un concept très différent du syndrome du voyageur, ce dernier terme désignant la survenue de troubles psychopathologiques de manière réactionnelle à un voyage entrepris dans un but précis alors que le sujet était dans son état normal.
- De même, il faut en distinguer la fugue qui désigne l'action (généralement d'un enfant ou un adolescent) de partir ou fuir, sans prévenir, de son cadre familial ou de son lieu d'hébergement.
- L'errance en revanche est un comportement chez les patients confus ou déments.

## Mesures thérapeutiques
Généralement, l'hospitalisation pour bilan est nécessaire et le rapatriement sanitaire psychiatrique s'impose.

## Dans la littérature
- Don Quichotte de Cervantes

Le héros, rempli d'idées farfelues et folles tirées de ses lectures, part à travers l'Espagne comme chevalier errant.